# 八軒駅
八軒駅（はちけんえき）は、北海道札幌市西区八軒6条東2丁目にある北海道旅客鉄道（JR北海道）札沼線（学園都市線）の駅である。駅番号はG03。事務管理コードは▲110229。電報略号はハケ。
札沼線（学園都市線）では唯一西区にある駅であり、札幌駅から当駅まで単線、当駅からあいの里教育大駅まで複線となる。

## 歴史
当初は駅を設置せず、信号場とする予定であった。札沼線（学園都市線）で新規に開業された駅としては、ロイズタウン駅（2022年開業）の次に新しい駅となっている。

### 年表
- 1988年（昭和63年）11月3日：北海道旅客鉄道（JR北海道）札沼線の駅として、桑園駅 - 新川駅間に開業[1]。同日、桑園駅と桑園駅 - 当駅間の一部が高架化[報道 1][報道 2]。
- 1991年（平成3年）3月16日：札沼線に「学園都市線」の愛称を設定[報道 1][報道 2][5]。
- 1996年（平成8年）6月23日：札沼線（学園都市線）桑園駅 - 当駅間[5]および当駅 - 新川駅間の高架化[3]に伴い、相対式2面2線の高架駅となる[6]。
  - 高架化に際しては追加の用地買収が困難であったため、既存の駅を跨ぐ直上高架方式にて建設された[7]。
- 1997年（平成9年）3月22日：新駅舎完成[2]。同時に、業務委託駅となり、有人化[2]。
- 1998年（平成10年）12月31日：自動改札機を設置し、供用開始[8]。
- 2000年（平成12年）
  - 3月11日：札沼線（学園都市線）の当駅 - 太平駅間に現下り線が増設され複線化[報道 1][報道 2][5]。
  - 月日不詳：札沼線（学園都市線）のうち、当駅を含む桑園駅 - 石狩月形駅間に自動進路制御装置 (PRC) 導入[9]。
- 2006年（平成18年）1月：自動列車案内装置導入。同時に電光掲示板が方向別の液晶ディスプレイとなる。
- 2007年（平成19年）10月1日：駅番号設定（G03）[報道 3]。
- 2008年（平成20年）10月25日：ICカード「Kitaca」使用開始[報道 4]。
- 2012年（平成24年）6月1日：札沼線（学園都市線）のうち、当駅を含む桑園駅 - 北海道医療大学駅間が電化（交流20,000V・50Hz）[報道 5][報道 6]。
- 2017年（平成29年）2月27日：簡易自動改札機をIC対応の新型機に更新。

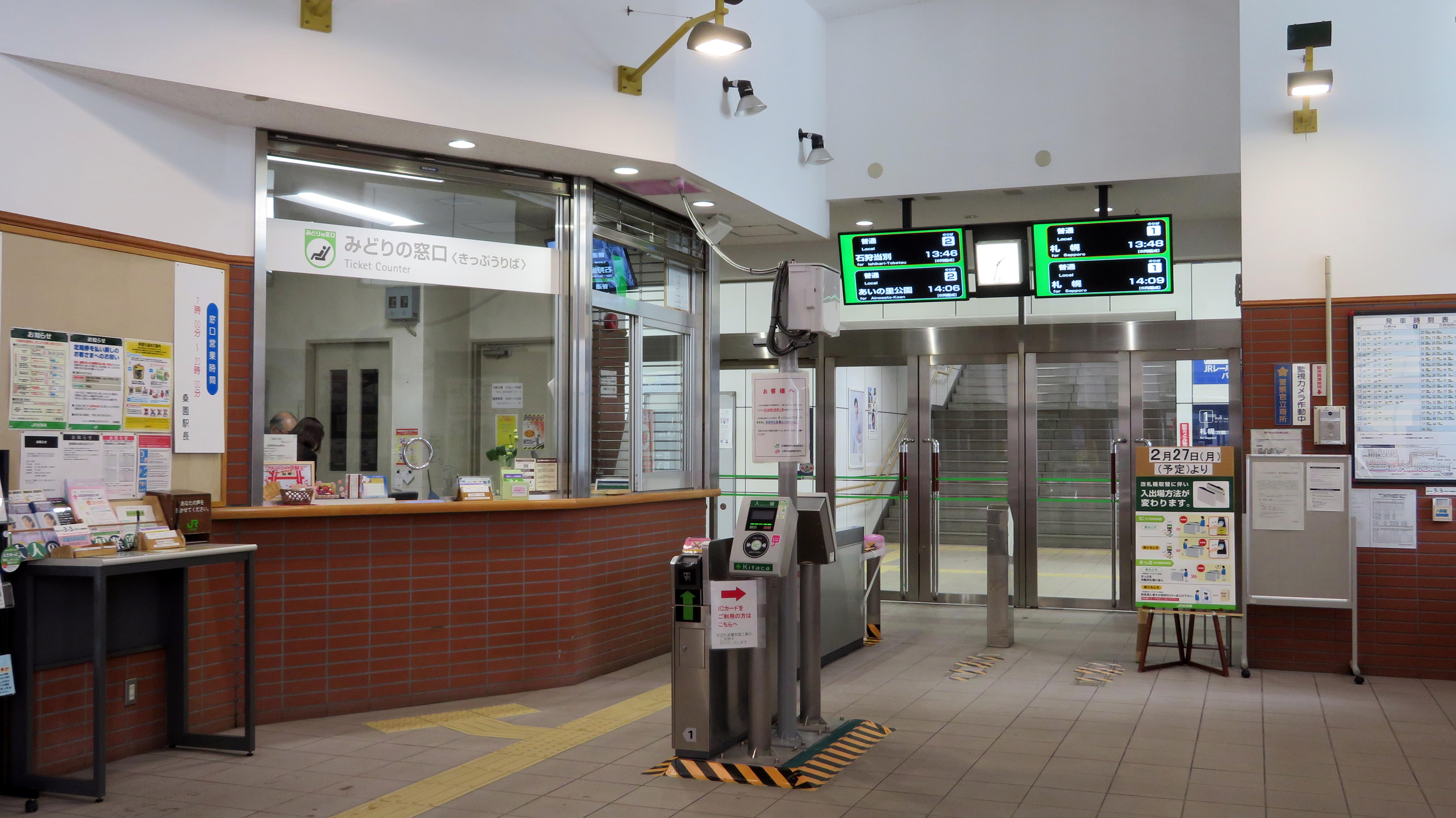
更新前の改札口（2017年2月）

## 駅構造
2面2線相対式ホーム（ホーム長：6両編成対応の135m）を持つ高架駅である。ホームへは階段・エレベータと上り専用エスカレータがある。
桑園駅管理の業務委託駅（北海道ジェイ・アール・サービスネットが受託）。みどりの窓口、自動券売機、話せる券売機、簡易自動改札機（磁気券・Kitacaともに対応）を設置している。
2012年5月31日までは新川駅、新琴似駅と並び、非電化・高架・複線という珍しい構造の駅だった。
なお、高架化前は既存の線路の西側に島式ホームと1線を追加し新設した、構内踏切を有する1面2線の構造であった。

### のりば
| 番線 | 路線                  | 方向 | 行先                     |
| ---- | --------------------- | ---- | ------------------------ |
| 1    | ■札沼線（学園都市線） | 上り | 桑園・札幌方面           |
| 2    | ■札沼線（学園都市線） | 下り | あいの里教育大・当別方面 |

（出典：JR北海道：駅の情報検索）

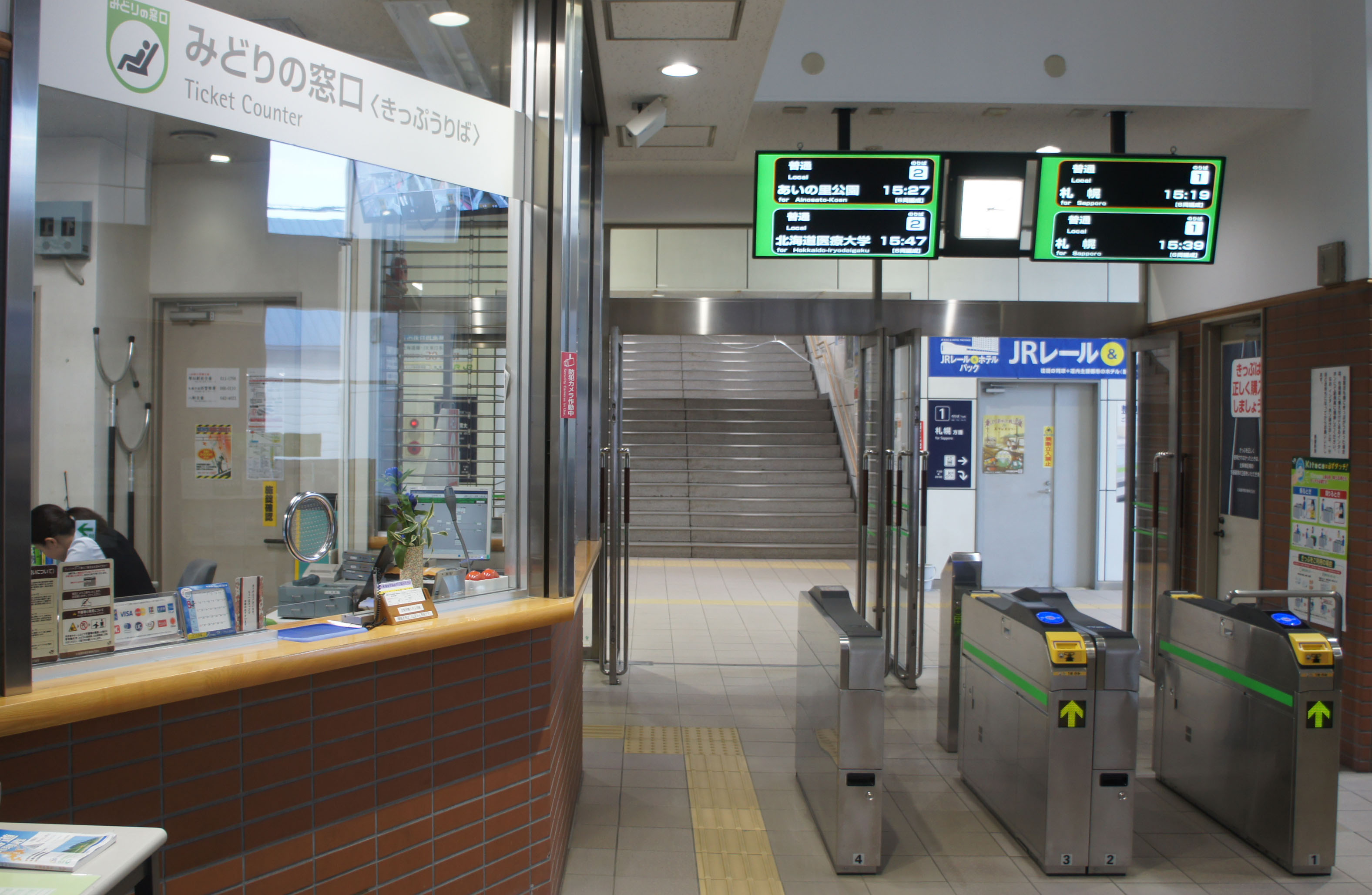
更新後の改札口（2018年8月）
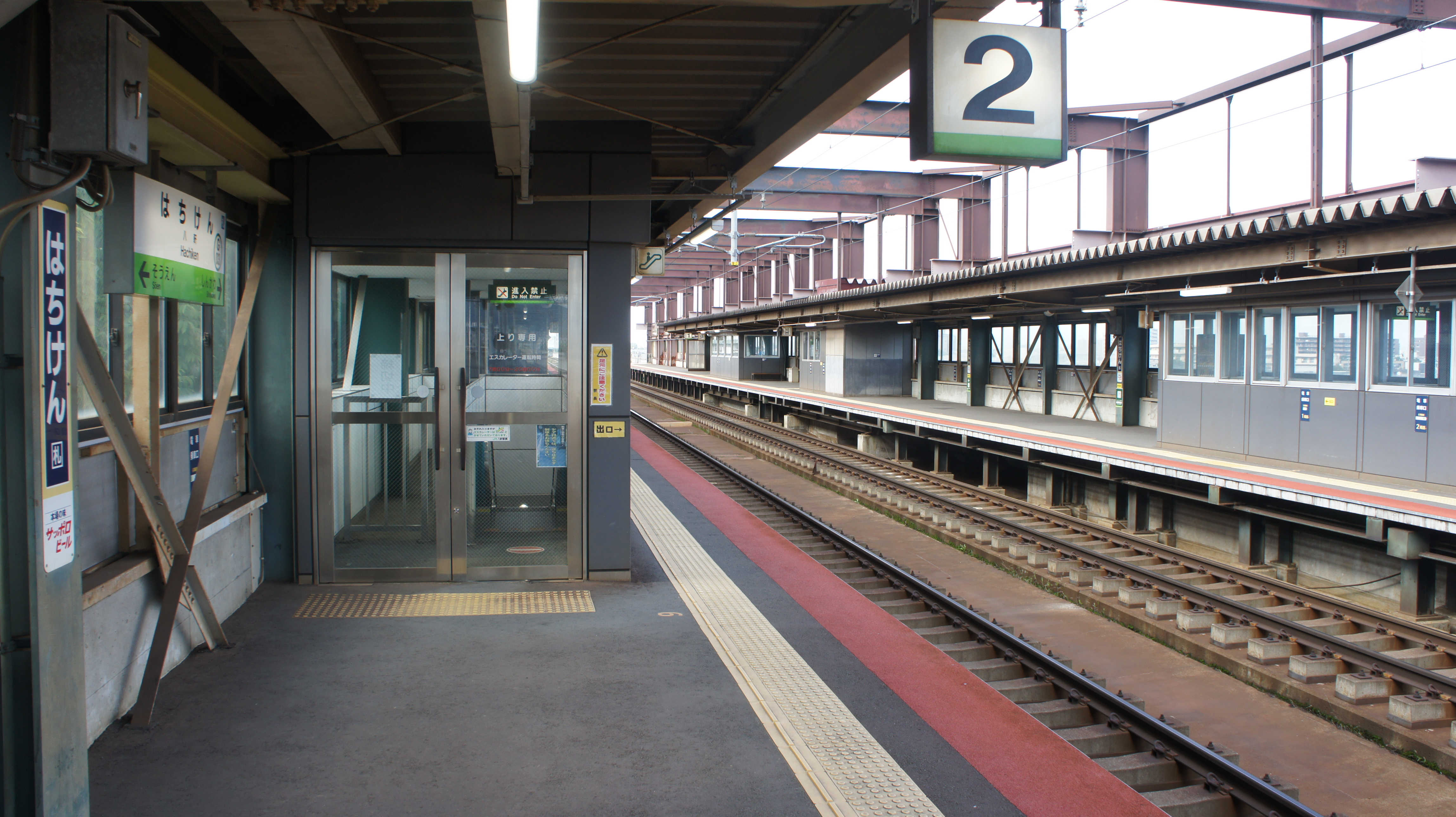
ホーム（2018年8月）
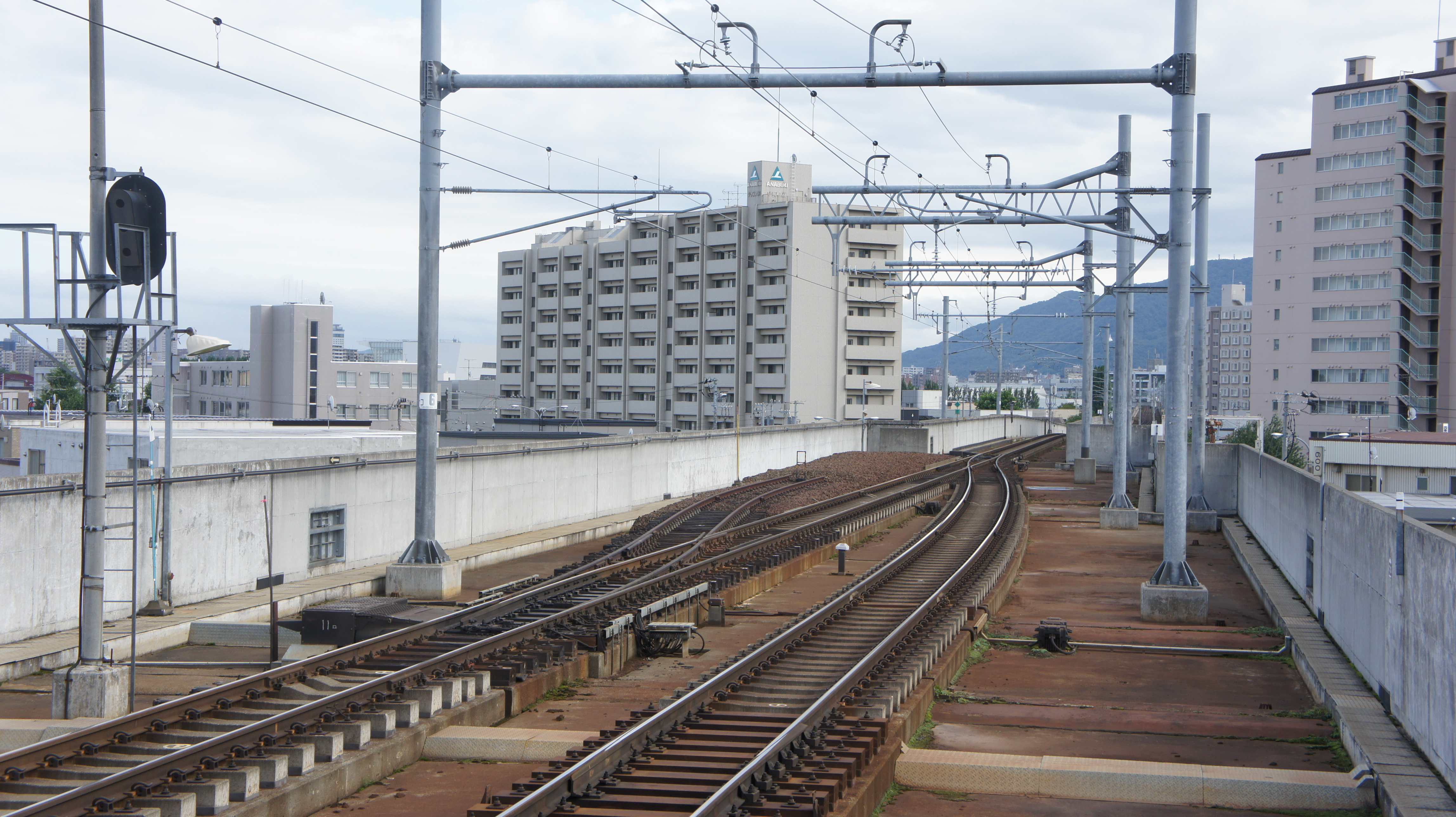
桑園方面を望む（2018年8月） 当駅から札幌駅までは単線となる。
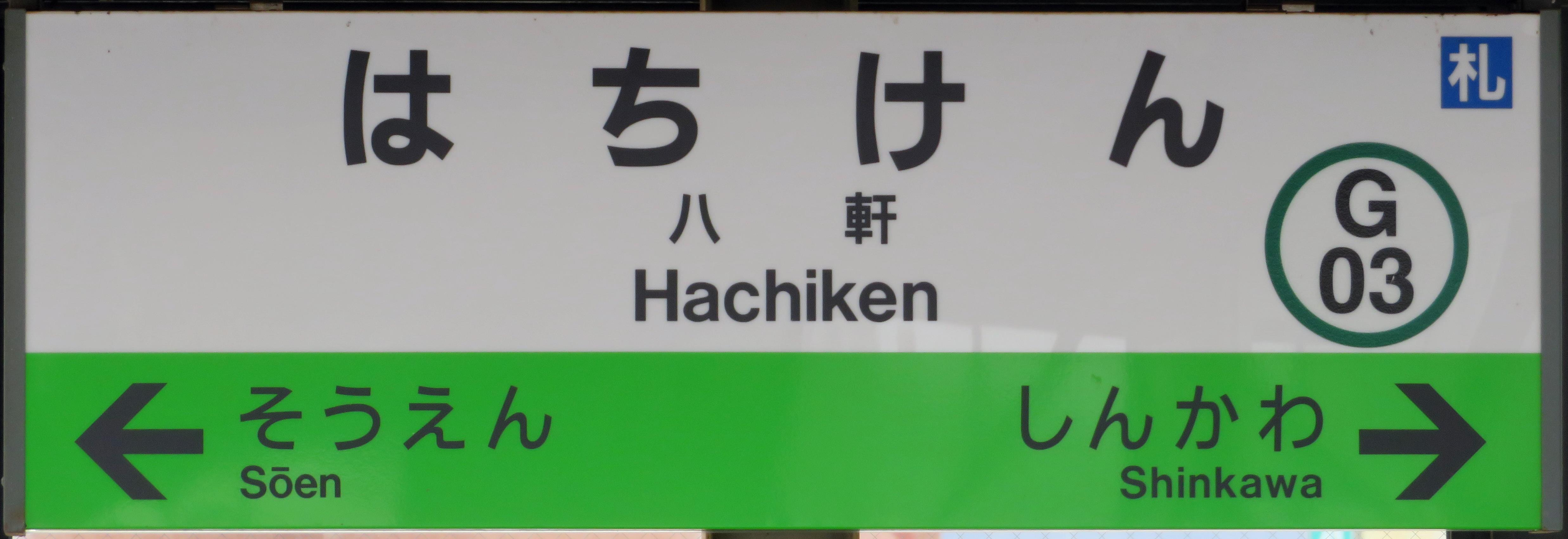
駅名標（2017年2月）

## 利用状況
2022年（令和4年）度の1日平均乗車人員は2,160人である。
近年の1日平均乗車人員の推移は下記のとおりである。
| 年度               | 1日平均 乗車人員 | 出典    |
| ------------------ | ---------------- | ------- |
| 1990年（平成02年） | 580              | [ * 3 ] |
| 1995年（平成07年） | 947              | [ * 3 ] |
| 2000年（平成12年） | 1,752            | [ * 3 ] |
| 2001年（平成13年） | 1,730            | [ * 4 ] |
| 2002年（平成14年） | 1,736            | [ * 5 ] |
| 2003年（平成15年） | 1,781            | [ * 5 ] |
| 2004年（平成16年） | 1,817            | [ * 3 ] |
| 2005年（平成17年） | 1,858            | [ * 3 ] |
| 2006年（平成18年） | 1,868            | [ * 3 ] |
| 2007年（平成19年） | 1,943            | [ * 3 ] |
| 2008年（平成20年） | 2,008            | [ * 3 ] |
| 2009年（平成21年） | 1,977            | [ * 3 ] |
| 2010年（平成22年） | 2,015            | [ * 3 ] |
| 2011年（平成23年） | 2,078            | [ * 3 ] |
| 2012年（平成24年） | 2,153            | [ * 3 ] |
| 2013年（平成25年） | 2,243            | [ * 3 ] |
| 2014年（平成26年） | 2,335            | [ * 3 ] |
| 2015年（平成27年） | 2,309            | [ * 3 ] |
| 2016年（平成28年） | 2,314            | [ * 3 ] |
| 2017年（平成29年） | 2,362            | [ * 3 ] |
| 2018年（平成30年） | 2,438            | [ * 3 ] |
| 2019年（令和元年） | 2,504            | [ * 6 ] |
| 2020年（令和02年） | 1,970            | [ * 6 ] |
| 2021年（令和03年） | 2,020            | [ * 7 ] |
| 2022年（令和04年） | 2,160            | [ * 1 ] |

## 駅周辺
札幌の都心部にあり、周辺にはビルやマンションなどが多くある。駅の西側には市立琴似中央小学校が隣接し、東側には、少し離れた場所に札幌工業高校、北海道武蔵女子短期大学、北海道大学がある。
- JR函館本線琴似駅
- 西警察署八軒交番
- 札幌八軒郵便局
- 北海道信用金庫八軒支店
- 北洋銀行八軒支店
- フレッティ琴似店
- マックスバリュ八軒5条店
- 北海道中央バス（新川営業所）「八軒6条東2丁目」停留所[10]
- ジェイ・アール北海道バス（琴似営業所）「八軒5条1丁目」停留所[11]
- 改札口前（東側）に東京オリンピックのゴールドポスト（第21号）が設置されている（ゴールドポストプロジェクト[12]）。

## 隣の駅
北海道旅客鉄道（JR北海道）
■札沼線（学園都市線）
桑園駅 (S02) - 八軒駅 (G03) - 新川駅 (G04)